# Florin Cazacu
Florin Cazacu (n. 18 februarie 1965, Brad, Hunedoara, România) este primarul municipiului Brad, județul Hunedoara.

## Primii ani
Florin Cazacu s-a născut la Brad în 18 februarie 1965 fiind primul copil într-o familie de constructori, mama, Doina din comuna Blăjeni, binecunoscuta așezare din nordul județului Hunedoara, iar tatăl, Ștefan venit la Brad ca zidar constructor din sudul Olteniei, comuna Poiana Mare, Județul Dolj. În 1968 se naște Mihaela Carmen sora lui Florin Cazacu.

## Studii
Începe studiile elementare în anul 1971 la Școala generală din Orașul Nou Brad și tot aici, la Brad, continuă din 1979, liceul "Avram Iancu", pe care l-a absolvit în anul 1983. 
1983-1984  stagiul militar la U.M.01841, parașutiști din Caracal jud. Olt 
1984-1985 Student la Institutul de Mine Petroșani 
1989-1993 Universitatea Babeș-Bolyai din Cluj-Napoca, Facultatea de Științe Economice, specializarea finanțe contabilitate (ff) 
2004-2005 Universitatea Babeș-Bolyai din Cluj-Napoca, Facultatea de Științe Politice, Administrative și ale comunicării master științe Administrative  
2006-2007 Școala de studii Academice Post universitare "Ovidiu Șincai" București, Master în Management Politic 
2007 Universitatea Națională de apărare "Carol I" Colegiul Național de Apărare curs postuniversitar specializarea Securitate și bună Guvernare 
2010-2011 Academia de Studii Economice București (cu Universitatea d'Artois) Master în Managementul Întreprinderii și al Teritoriului 
2012-2015. Doctorand la Academia de Studii Economice București. în curs de elaborare teza de doctorat 

## Activitate profesională
Începând cu 1985 se angajează miner la I.P.E.G. Deva Brigada Hălmagiu șantierul Moneasa iar începând cu septembrie 1986 se angajează miner în subteran la Întreprinderea Minieră Barza sector Brădișor.
Activitate publică și politică
1994 a fost ales Președinte al Sindicatului Liber din Întreprinderea Minieră Barza, funcție deținută până în 2004.
A participat activ la negocierea contractelor colective de munca de la nivelul întreprinderii, Regiei Autonome a Cuprului Deva respectiv al Companiei Naționale Minvest S.A. Deva. A gestionat situațiile conflictuale legate de restructurarea mineritului în zona Brad și a participat la numeroase negocieri pentru soluționarea divergentelor sindicat-administrație.
În urma alegerilor locale din 2000 a fost ales din partea PRM consilier în Consiliul Local al Municipiului Brad.
În 2004 a fost ales din partea PSD Primar al Municipiului Brad, reales cu 83,5% din voturi în 2008 și cu 69,9% reales primar în 2012.
În perioada 2007-2010 a fost președintele PSD județul Hunedoara.
2010-2011 Șeful Departamentului pentru Relația cu Sindicatele la nivel Național PSD
Primar al Anului 2011 din județul Hunedoara titlul acordat de către Uniunea Jurnaliștilor din Banatul Istoric.
A fost desemnat "Omul Anului" 2011 de către cotidianul.ro împreună cu încă 6 personalități politice și culturale ale României.http://www.cotidianul.ro/omul-anului-2011-festivitatea-de-premiere-172012/

## Viața personală
Născut si crescut in orașul Brad; absolvent al Liceului Avram Iancu din Brad.
```
Familia: căsătorit prima dată cu Paula ,prima soție , cu care are un băiat Florin Răzvan .A divorțat și s-a recăsătorit cu a doua soție Cristina Elena, cu care are o fiică Sorina Lăcrămioara.
```

Pasiuni:
călătoriile și lectura